# Ammophila nigricans
Ammophila nigricans är en biart som beskrevs av Anders Gustav Dahlbom 1843. Ammophila nigricans ingår i släktet Ammophila och familjen grävsteklar. Inga underarter finns listade i Catalogue of Life.